# Laurence Housman
Laurence Housman, född 18 juli 1865, död 20 februari 1959, var en brittisk författare.
Laurence Housman var bror till Alfred Edward Housman. Han utbildade sig först till konstnär men fick litterära framgångar med den anonymt utgivna An Englishwoman's love letters (1900). Han blev senare främst känd för romaner och skådespel med motiv från engelskt hovliv och politiska förhållanden såsom Pains and penalties (1911), John of Jingalo (1912), Angels and ministers (1921), Little plays of Queen Victoria (1932–) samt en serie skådespel, som hade den helige Franciskus av Assisi som huvudfigur (Little plays of St. Francis, 1922, ny serie 1931). Housman, som övergick till katolicismen, skrev även en bok om den helige Franciscus (1918) samt noveller och dikter (Collected poems, 1937). The unexpected years (1937) var en självbiografi, A. E. H. handlade om hans bror Alfred Edward Housman. I What can we believe? behandlade Housman i brevväxling med Dick Sheppard trosfrågor. Av Housmans senare arbeten märks The preparation of peace (1940), Palestine plays (1942) och Back words and fore words (1945).